# Malgas mitológia
A madagaszkári (malgas) mitológia a szájhagyományban gyökerezik, és angano, "történet"  - által adják tovább, a történeteket az andriambahoaka eposz, és az Ibonia-ciklus foglalja össze. Madagaszkár népességének legalább 6%-a a Fomba Gasy néven ismert vallás híve, vagy bizonyos elemeit gyakorolja. A szakalavák körében a hagyományos valláshoz való ragaszkodás magas (akár 80%), mivel nem szívesen térnek át idegen eredetű vallásra.
A hagyományos madagaszkári mitológiában sok történet szól a teremtőről, Zanahari-ról, az ég és a föld megosztásáról a főisten és fia, Andrianerinerina között, aki egy lázadó hős, (a teremtő fiaként gyakran imátkoznak hozzá),  vagy Zanahari és a földi istenségek kapcsolatáról, mint például Ratovantani, aki agyagból megformálta az emberek testét; ezekben a mítoszokban Zanahari adott életet az embereknek, és a lelkük visszatér hozzá az égbe vagy a napba, míg a testük a föld isteneihez tér vissza. Az andrianerinerina-val ellentétben az andriamanitra szót (a merinák körében "Illatos Úr" kifejezés) a tisztelt ősökre használják. A hagyományos madagaszkári kultúrák többistenhívők, és számos olyan mitológiai alakot tiszteltek (tisztelnek), akik "félúton" helyezkednek el a valóságos ősök, és az istenek között.

## Az ősök szerepe

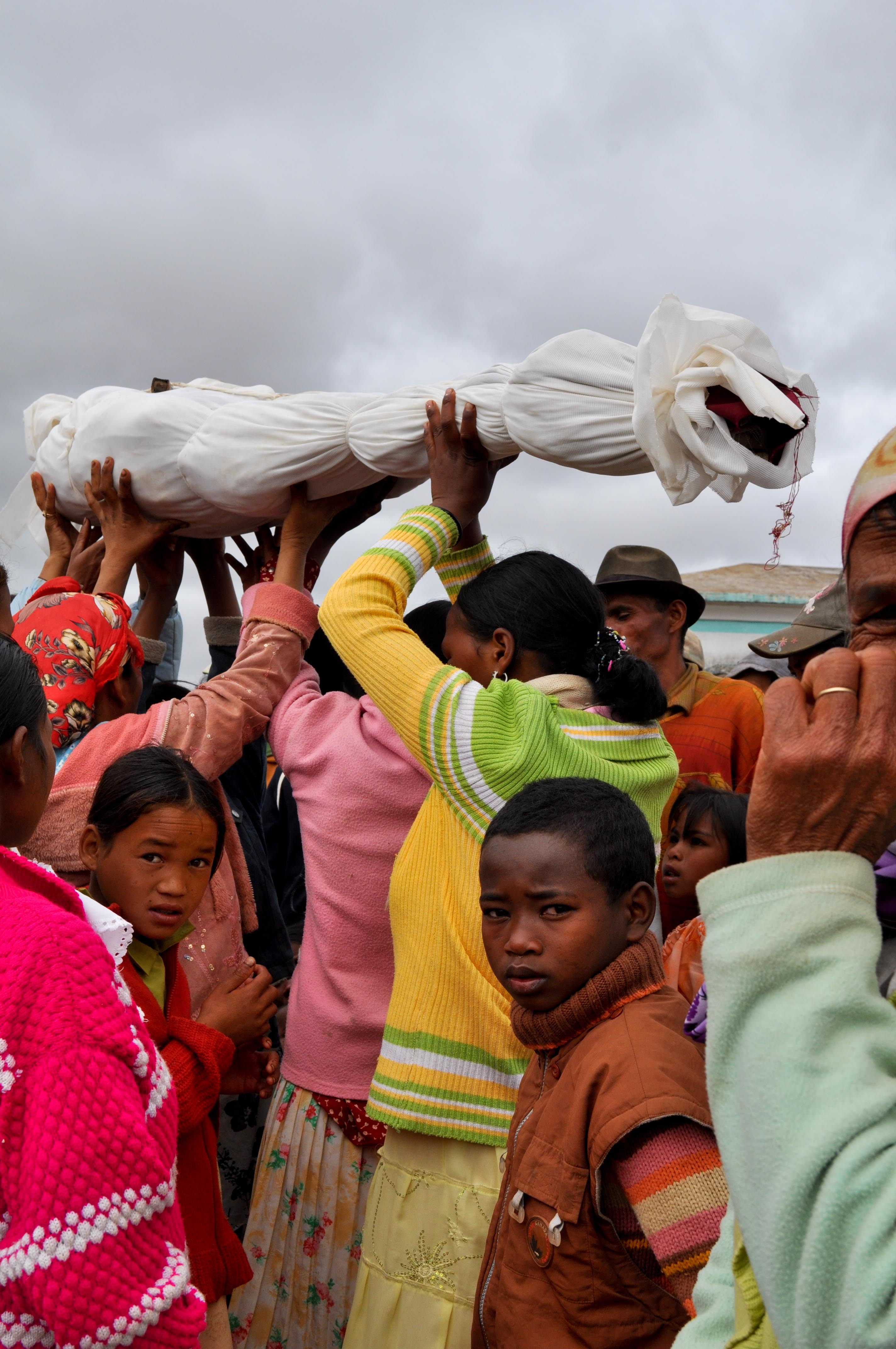
A hagyományos madagaszkári kultúrában a famadihana temetkezési szertartás a spirituális élet szerves része.

Az ősökre általában jóindulatú erőként tekintenek az élők életében, de egyes madagaszkáriak úgy vélik, hogy az ősök szellemei angatrák (halott szellemek) lehetnek, ha figyelmen kívül hagyják vagy bántalmazzák őket. Úgy tartják, hogy az angatra a saját sírja körül kísért, és betegséget és szerencsétlenséget hoz azokra, akik megsértették őket. Az angatra egy különleges fajtája a kinoli: olyan lények, amelyek úgy néznek ki, mint az emberek, de vörös szemük és hosszú körmeik vannak, és kibelezik az élő embereket.
Az olyan rituálék, mint a famadihana - a halottak testének 5-10 évente friss lamba-val (kézzel készített kendő) történő beburkolása-egyesek szerint távol tartják a kinoli-kat, mivel a lamba a haszinához, a szent életerőhöz kapcsolódik. Az ősök erejével és tevékenységével kapcsolatos hiedelmek az egyes közösségekben nagyon eltérőek a szigeten.

### Fadi (kulturális tabuk)
Az ősök kijelentései vagy cselekedetei gyakran a fadik (tabuk) forrása, amelyek a madagaszkári közösségek társadalmi életét alakítják. Madagaszkár-szerte a lemúrokat gyakran tisztelik és védik ezen népszokások. Az indri (betsimisaraka nyelven: babakoto) valamennyi eredetmítoszában szerepel, hogy valamilyen kapcsolatban voltak az emberiséggel, általában közös ősök révén. Különösen az indri eredetéről számos elbeszélés létezik, de mindegyik szentnek tekinti ezeket az állatokat, nem szabad bántani vagy vadászni rájuk.

## A vazimbák tisztelete
A madagaszkári mitológiában szerepel a vazimba nevű pigmeusszerű nép, mint a sziget őslakói. Egyes madagaszkáriak úgy vélik, hogy ez a népcsoport még mindig él az erdő mélyén. Bizonyos közösségekben (különösen a Felföldön) a halottak tiszteletének gyakorlata visszanyúlhat a vazimbák, mint a legrégebbi ősök tiszteletéig. Egyes madagaszkári törzsek királyai azt állítják, hogy vérrokonságban állnak a Vazimbákkal, beleértve a Merina-dinasztiát, amely végül egész Madagaszkár felett uralkodott. A merinák a vazimba ősökre hivatkoznak a királyi vonal alapítóján, Andriamanelo királyon keresztül, akinek anyja, Rafohy királyné vazimba származású volt.

## Mitológiai alakok listája
- Zanahari: a teremtő égisten, és a legfőbb istenség. Életet lehelt a teremtményekbe, halálukkor azok lelke visszaszáll hozzá az égbe.
- Andrianerinerina: Zanahari fia, népi hős és a királyi család őse.
- Andriambahomanana: Az első ember,[8] és holdistenség.
- Mahaka és Kotofetsi: egy csaló istenpár.
- Ratovantani: A föld teremtő istene. Megformálta a különbötő élőlények fizikai testét, és haláluk után magához veszi a maradványaikat.
- Rapeto: földisten/mitikus hős, akinek a föld formálását tulajdonítják.[9]

## Folklór
- Hainteny
- Kalanoro
- Ravohimena király és a varázslatos magok

## Fordítás
Ez a szócikk részben vagy egészben  a   Malagasy mythology című angol Wikipédia-szócikk ezen változatának fordításán alapul.  Az eredeti cikk szerkesztőit annak laptörténete sorolja fel. Ez a jelzés csupán a megfogalmazás eredetét és a szerzői jogokat jelzi, nem szolgál a cikkben szereplő információk forrásmegjelöléseként.